# Pseudergolis toalarum
Pseudergolis toalarum är en fjärilsart som beskrevs av Hans Fruhstorfer 1912. Pseudergolis toalarum ingår i släktet Pseudergolis och familjen praktfjärilar. Inga underarter finns listade i Catalogue of Life.